# Therese-Giehse-Allee (metropolitana di Monaco di Baviera)
Therese-Giehse-Allee è una stazione della Metropolitana di Monaco di Baviera, che serve la linea U5; è la penultima stazione prima del capolinea Neuperlach Süd.
È stata inaugurata il 18 ottobre 1980 e prende il nome dall'attrice tedesca Therese Giehse.